# Musée suisse des transports
Pour les articles homonymes, voir Musée des transports.
Le Musée suisse des Transports à Lucerne est non seulement un musée des transports et de la communication éclectique, mais également le musée le plus visité de Suisse. Il présente une grande collection de locomotives, voitures, bateaux et avions ainsi que des objets dans le domaine de la communication. Outre le musée, le musée des Transports abrite aussi un planétarium, le « Cinéthéâtre » et la « Swiss Chocolate Adventure ». L’exploitant du musée des Transports est l’Association Musée suisse des Transports. En 2019, le nombre de visiteurs du musée s’est élevé à 562 605, tandis que les autres offres Cinéthéâtre, Swiss Chocolate Adventure et Planétarium ont totalisé 318 509 entrées.

## Histoire[2]
La fondation du musée des Transports est née de la volonté de créer un musée du chemin de fer en Suisse. L’Association Musée suisse des Transports, basée à Zurich, est fondée en 1942 et compte parmi ses membres les CFF et les PTT, des chemins de fer privés et des organisations de transport ainsi que de grandes entreprises dans les secteurs du commerce, de l’industrie et du tourisme. Toutefois, comme aucun emplacement adapté ne peut être trouvé à Zurich pour le projet de musée, la ville de Lucerne propose à l’association un terrain de 22 500 m2 près du Lido, à proximité immédiate du lac des Quatre-Cantons.
Les travaux de construction commencent en 1957. La construction est soutenue financièrement par la Confédération ainsi que par la ville et le canton de Lucerne. Le Musée Suisse des Transports ouvre ses portes le 1er juillet 1959 ; il devient rapidement le musée le plus populaire de Suisse. Alfred Waldis en est le directeur fondateur et le cofondateur. « Peu importe combien de directeurs viendront encore, Alfred Waldis restera à jamais Monsieur Musée des Transports. » écrivait la Neue Luzerner Zeitung à sa mort.
Le musée des Transports s’est fait connaître d’un plus large public en Allemagne grâce au sketch Im Verkehrshaus (trad. Au musée des Transports, 1976) de l’humoriste lucernois Emil Steinberger.
À la suite de la tempête qui s’est produite à l’été 2005, des parties des expositions du musée ont été inondées dans la nuit du 21 au 22 août. Les caves des départements de la Navigation et de l’Aviation ont été endommagées.

## Expositions
Le musée, dans lequel on peut aussi toucher de nombreux objets et qui propose des activités interactives, se décline en plusieurs univers thématiques :

### Transport ferroviaire

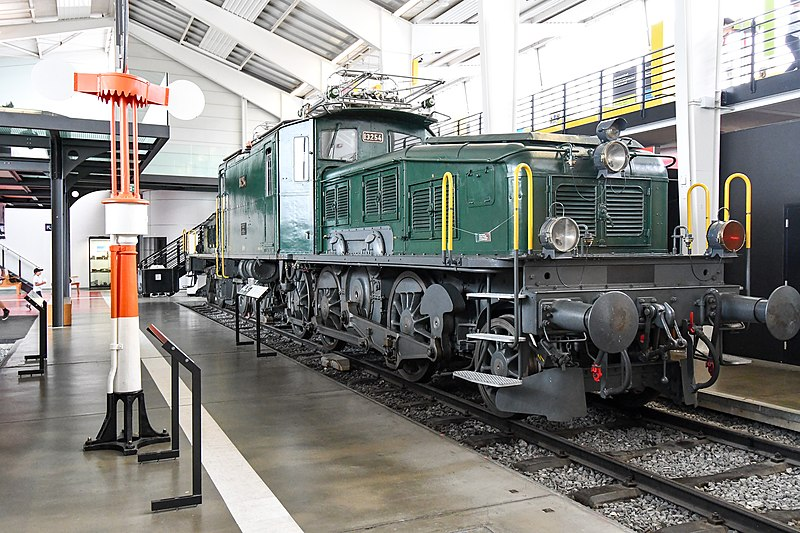
Locomotive électrique à marchandises Be 6/8 ll n° 13254

La vaste collection d’objets liés au transport ferroviaire comprend notamment des véhicules ferroviaires suisses, de la Spanisch-Brötli-Bahn et autres tramways à la nouvelle ligne ferroviaire à travers les Alpes (NLFA) en passant par des trains à crémaillère, ainsi que des simulateurs, des films et des pupitres d’information. On y trouve également la maquette de la ligne du Gothard qui, sur trois côtés, reproduit la rampe nord de la ligne du Gothard, de la gare d’Erstfeld au portail du tunnel de Göschenen en passant par les trois tunnels hélicoïdaux à proximité de Wassen. Cette maquette a été réalisée en 1959 par l’association « Eisenbahn- und Modellbaufreunde Luzern » (EMBL) en 30 000 heures environ et se trouve au Musée des Transports depuis son ouverture. Depuis l’été 2016, la Halle du Transport Ferroviaire propose aussi un simulateur de train avec lequel le visiteur peut traverser le tunnel de base NLFA. L’univers d’exposition « Mobilité de demain » présente les visions d’avenir dans les transports publics du point de vue des CFF.

### Transport routier

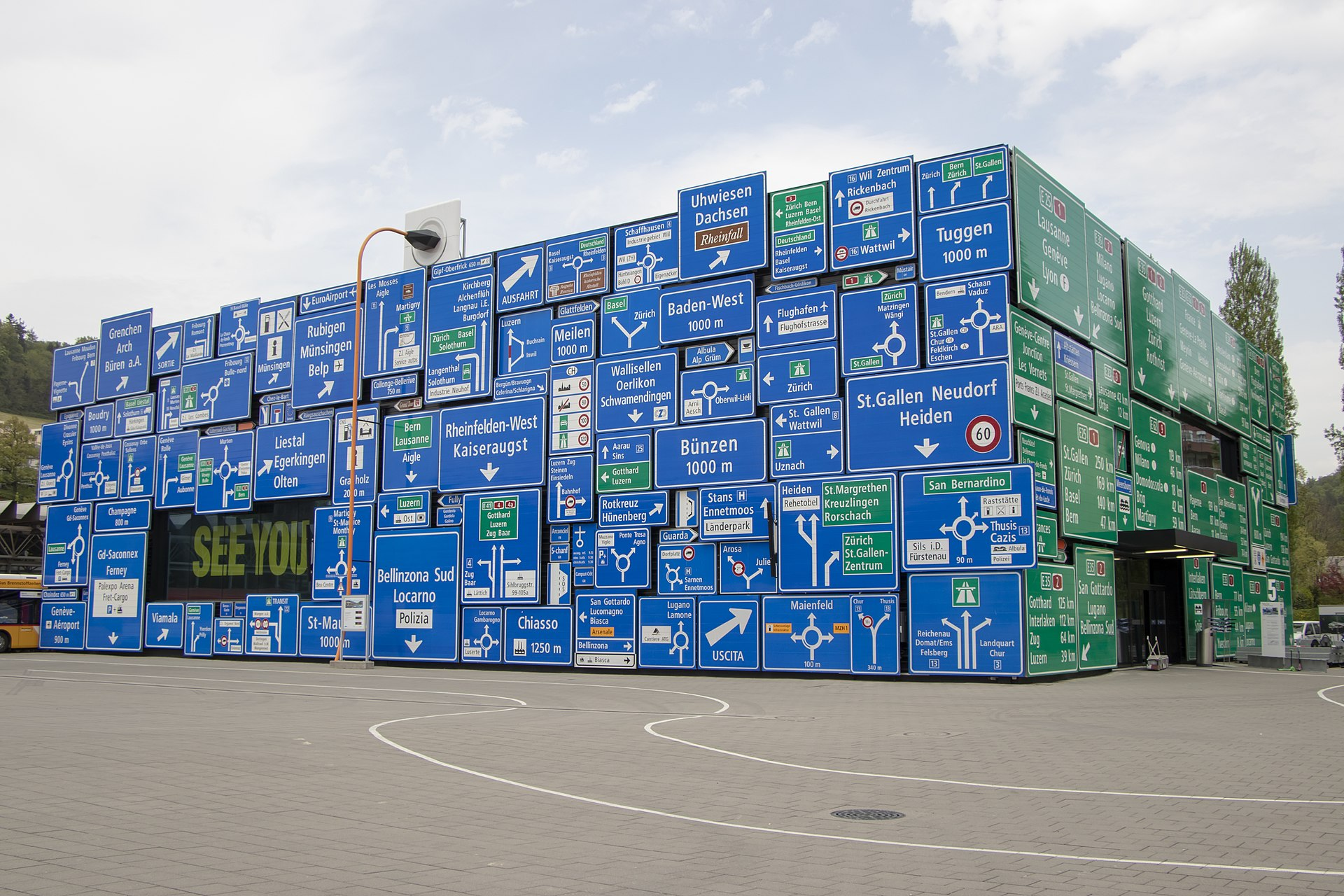
Le pavillon des transports routiers

La collection consacrée au transport routier présente des voitures à chevaux, des vélos, des motos et des voitures ainsi qu’une exposition sur le thème de la sécurité routière. Cette dernière a été réalisée en collaboration avec le bpa. Une attraction est l’Auto-théâtre qui, dans une sorte de show télévisé, présente aux spectateurs un vaste choix de véhicules de toutes les époques de l’histoire automobile. Les automobiles sélectionnées sont retirées d’un entrepôt à hauts rayonnages grâce à un monte-charge afin d’être admirées de plus près. La façade de la Halle du Transport Routier est recouverte de 344 panneaux de signalisation.
Depuis le printemps 2020, la Halle du Transport Routier propose un nouvel îlot d’expositions sur le thème de la logistique. Un magasin automatisé de petites pièces AutoStore, un monde miniature animé autour d’un centre de distribution, un robot pour pneumatiques, des stations interactives de préparation de commandes et un voyage virtuel dans la peau d’un ananas transforment la logistique en une expérience unique. Sur quatre grands écrans tactiles, le « Supply Game » met en évidence la chaîne logistique du chocolat depuis l’Amérique du Sud jusqu’en Suisse.

Transport routier
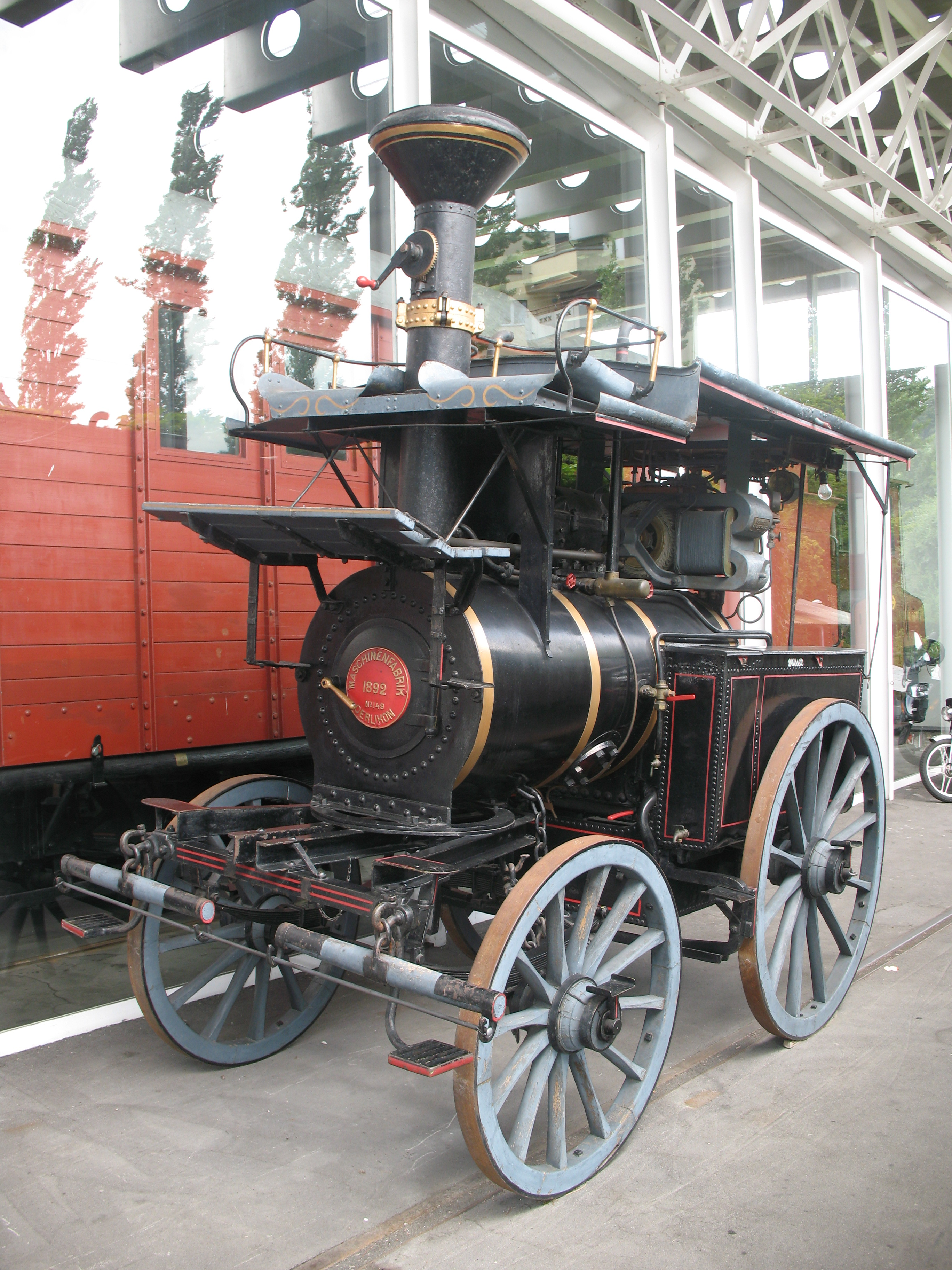
Locomobile à vapeur, 1892.
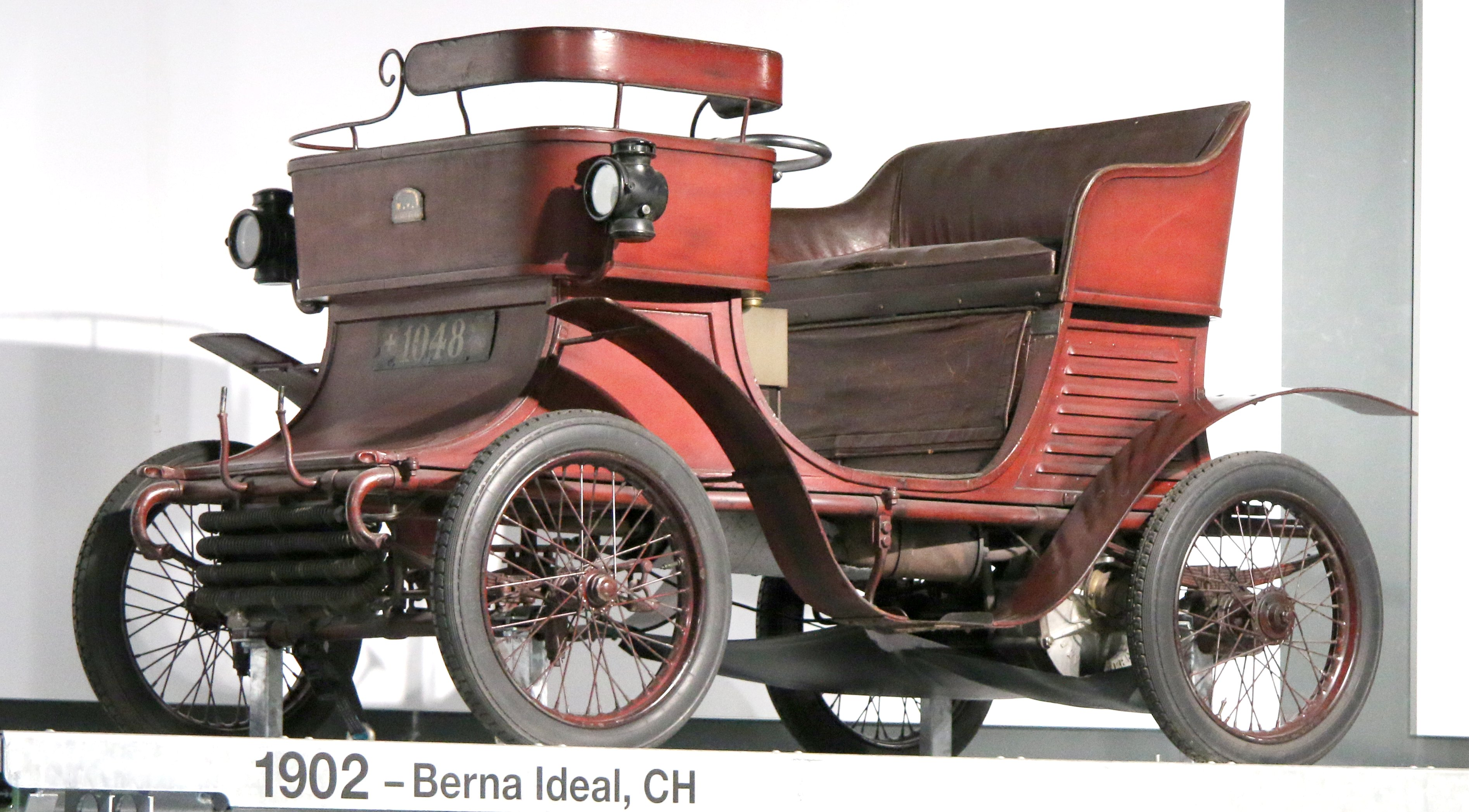
Berna Ideal, 1902.
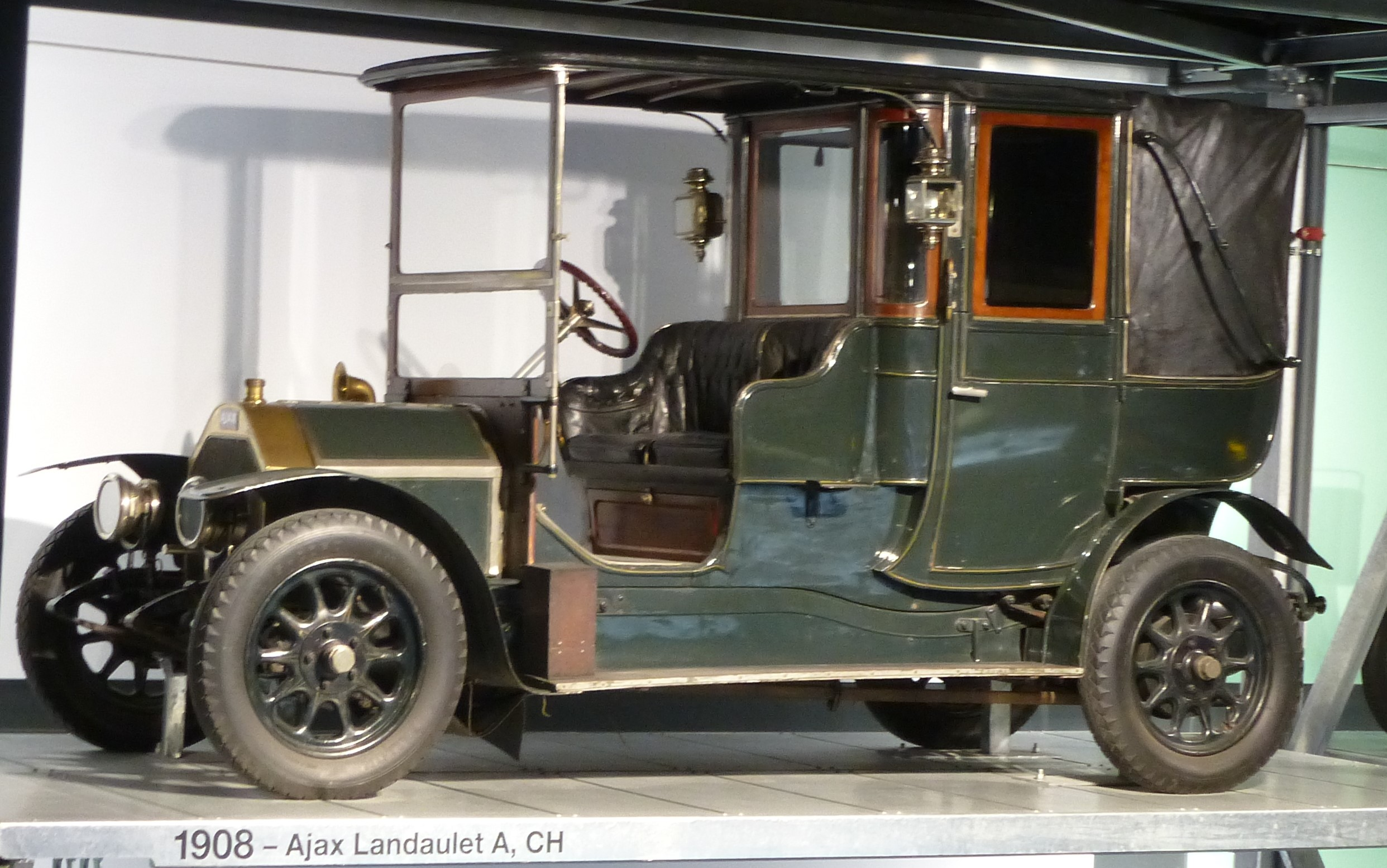
Ajax automobile, 1908.
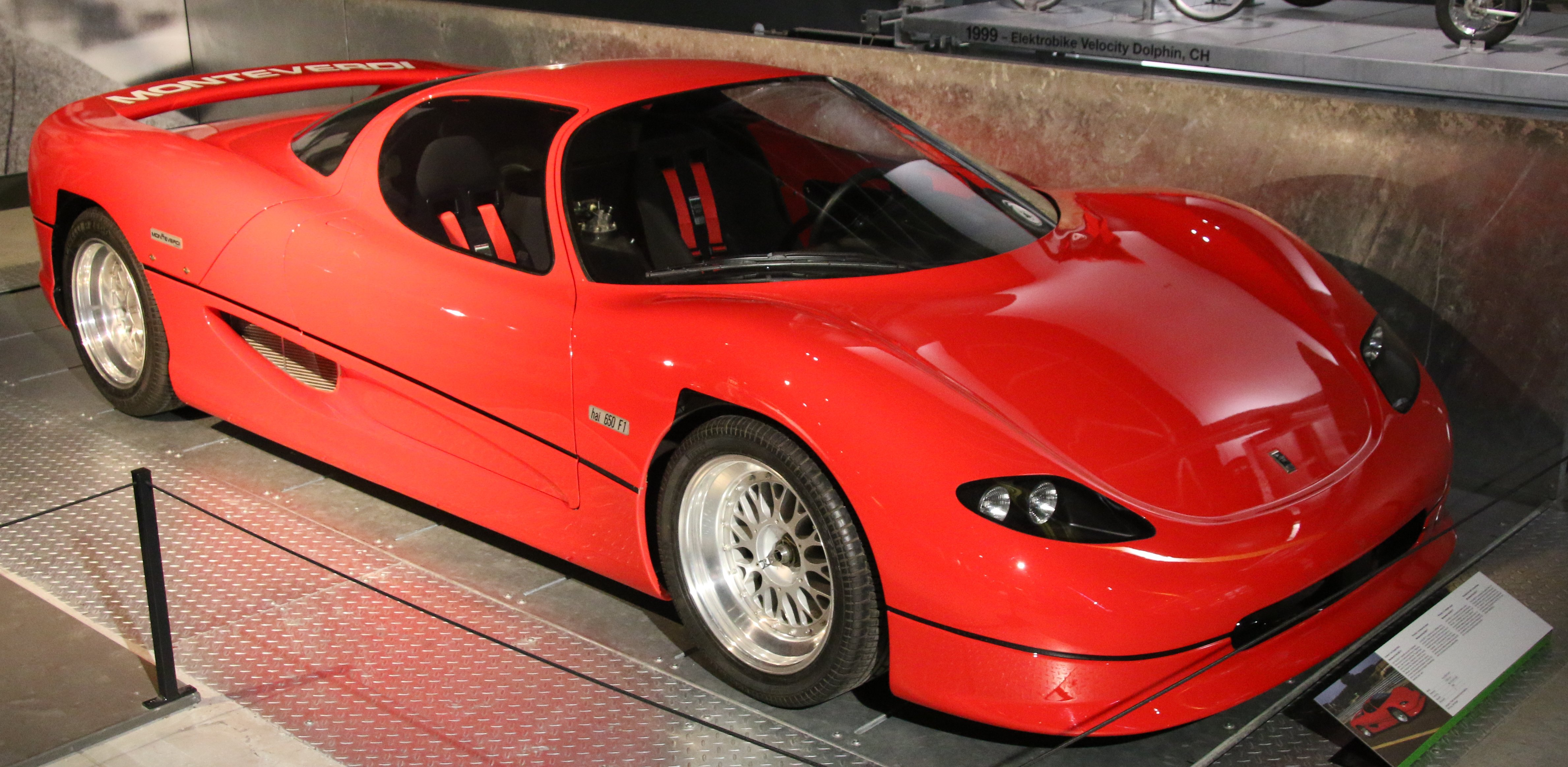
Monteverdi Hai 650 F1 Coupé

### Aviation spatiale et navigation

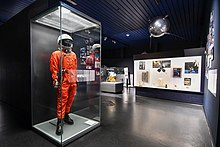
Exposition Space au Musée suisse des Transports (2018).

La halle de l’Aviation et de la Navigation spatiale, a été inaugurée le 1er juillet 1972 en présence des astronautes John Glenn et Neil Armstrong et a aussi suscité un grand intérêt aux États-Unis : lors d’une session du Sénat américain, le sénateur Barry Goldwater a qualifié la nouvelle exposition au Sénat américain de bon exemple pour le Smithsonian National Air and Space Museum de Washington D.C, qui était alors en cours de projet.
Les points forts de l’exposition aéronautique actuelle sont l’aviation civile, les vols en montagne et le sauvetage aérien, les services d’ingénierie suisse ainsi que les nouvelles générations de pilotes. La trentaine d’avions authentiques va du biplan Dufaux 4 (plus ancien avion suisse encore en service, construit 1909) et du Blériot XI-b du pionnier de l’aviation Oskar Bider à l’avion-ambulance de type Bombardier Challenger 604 de la Rega en passant par quatre avions Swissair et un avion de combat Northrop F-5E des Forces aériennes suisses aux couleurs de la Patrouille Suisse. Traversant le rez-de-chaussée de la halle, une série de vitrines de plus de 40 mètres de long présente l’évolution de l’aviation de ses débuts à nos jours, ceci à l’aide de maquettes d’avion à l’échelle 1:40.
Exemple très rare de satellite revenu intact de l’espace, la plateforme de recherche européenne EURECA est le fleuron de l’exposition sur la navigation spatiale. Parmi les autres attractions, on trouve un morceau de la feuille d’aluminium originale de l’expérience sur le vent solaire qui a été déployée sur la Lune lors du premier alunissage d’Apollo 11 avant même que le drapeau américain soit planté, un véritable fragment de roche lunaire, un paysage martien avec des répliques de rovers martiens à l’échelle 1:1 ainsi que des copies d’instruments de mesure qui ont permis d’explorer la comète Tchourioumov-Guérassimenko dans le cadre de la mission Rosetta. La principale attraction interactive de l’exposition sur la navigation spatiale est le « Space Transformer » unique au monde, un grand cube accessible qui tourne autour de son axe en diagonale et dans lequel le sol se transforme soudainement en mur et le mur en plafond, permettant ainsi aux visiteurs de découvrir par eux-mêmes la désorientation perçue dans une station spatiale.

### Navigation

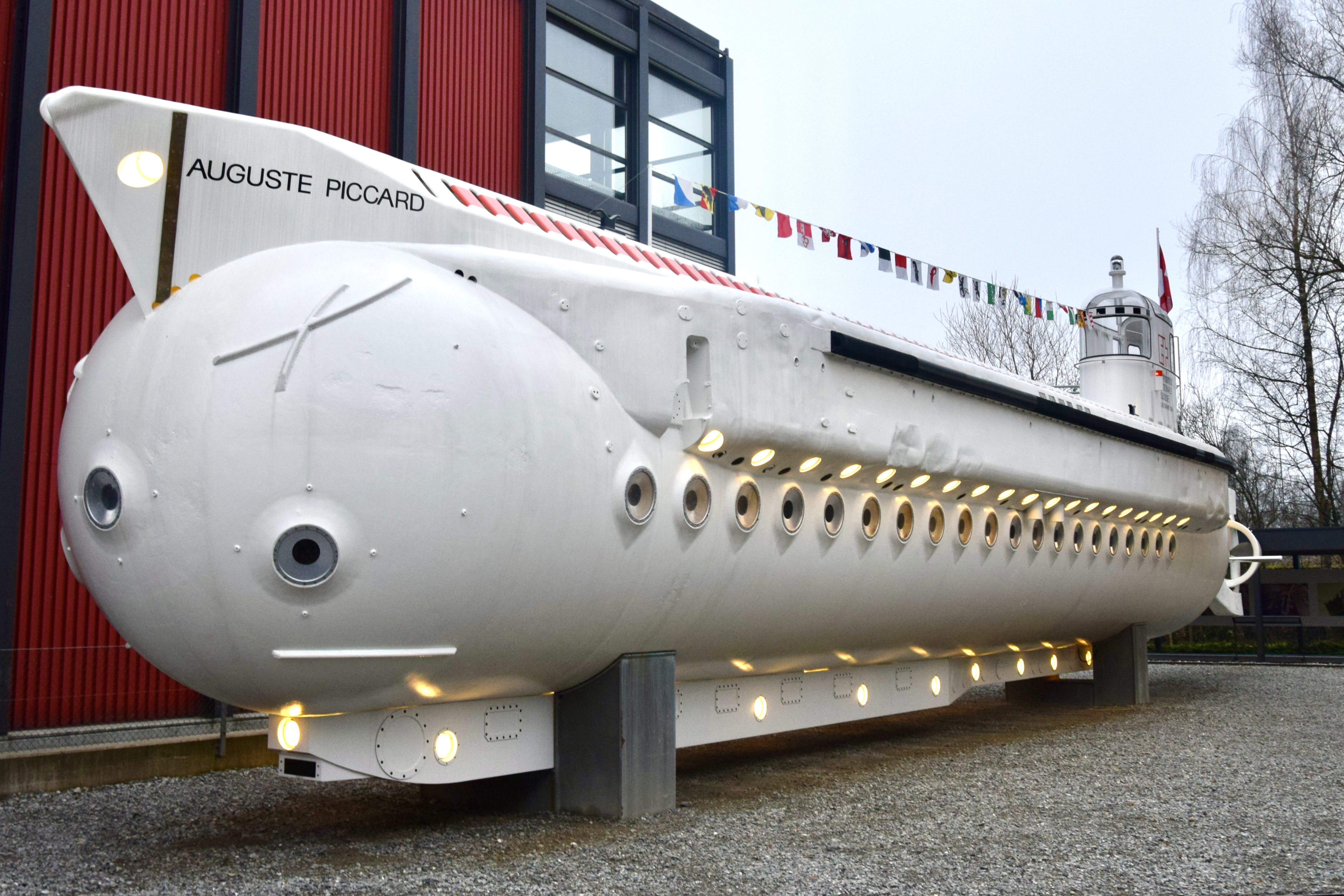
Le sous-marin Mésoscaphe d'Auguste Piccard (1963), restauré en 2014.

L’exposition dans la halle inaugurée en 1984 donne un aperçu de l’évolution de la navigation en Suisse. Elle comprend des objets exposés de renommée internationale. Le sous-marin Mésoscaphe conçu en 1963 par Auguste Piccard a été utilisé à l’Expo 64 à Lausanne. Plus de 28 000 heures de travail ont été nécessaires pour le restaurer et depuis 2014, il est de nouveau ouvert à la visite. Un modèle en coupe à l’échelle 1:1 du bateau à aubes Pilatus donne un aperçu de l’intérieur d’un bateau doté d’une machinerie. Devant la Halle de la Navigation, on peut admirer le Rigi datant de 1848, ce qui en fait le plus ancien vapeur à pont plat et roues à aubes latérales conservé au monde. Un îlot thématique sur la timonerie du ferry Meilen de 1979 et le bac bâlois « Vogel Gryff » proposent un aperçu des ferries de Suisse transportant des passagers et des voitures. Le show multimédia « Nautirama » plonge les visiteurs dans la région touristique de la Suisse centrale. Les moteurs Saurer et Escher & Wyss ainsi que les moteurs hors-bord et les propulseurs Voith Schneider illustrent l’évolution de la propulsion des bateaux. D’autres objets exposés provenant de bateaux volants, le plus petit submersible biplace, une maquette des écluses de Birsfelden, des voiliers, le canot de sauvetage du navire de haute mer MS Carona disparu en 1964 et la « parade des bateaux à vapeur » avec des maquettes de la navigation intérieure suisse complètent les expositions sur le thème du transport par voie d’eau.

### Téléphériques et tourisme
L’exposition sur les téléphériques documente le rôle pionnier de la Suisse dans la desserte du monde alpin. De la ligne de transport opérée à la main ou du premier téléski à la grande cabine moderne, la seule exposition permanente consacrée aux téléphériques permet de découvrir les évolutions dans la construction des transports à câble s. Les points forts sont certainement la maquette fonctionnelle du téléphérique à va-et-vient Engelberg Stand – Kleintitlis ou la cabine du téléphérique du Wetterhorn avec la machinerie originale. Depuis mai 2020, l’exposition présente une partie du convoyeur avec la cabine de la télécabine Grindelwald-Männlichen, qui sert à expliquer le mode de fonctionnement des systèmes de remontées mécaniques débrayables.
Dans l’univers d’exposition Tourisme, le circuit à billes « flipper touristique » constitue une attraction majeure. Juste à côté, Livemap Switzerland présente, sur 200 m2, une vue aérienne de la Suisse à l’échelle 1:20 000. On peut la parcourir avec des pantoufles en feutre. Grâce à une appli de réalité augmentée, la carte aérienne peut être enrichie de données météorologiques, de données du transport aérien et ferroviaire ou encore de photos personnelles.

### Media World

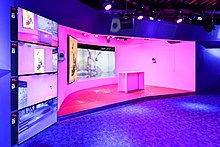
Le studio de télévision au Media World (2018)

Le Media World présente l’évolution des médias et permet notamment de découvrir des lunettes de réalité virtuelle, un studio de télévision et une greenbox. L’exposition a été réalisée par Red Bull Media House. Elle a remplacé en octobre 2016 l’exposition sur le thème des médias.

### Musée Hans Erni
Construit en 1979 sur le terrain du musée des Transports, le Musée d’art présente une grande exposition avec des œuvres de l’artiste lucernois Hans Erni de même que des expositions temporaires comprenant des œuvres d’autres artistes, replaçant ainsi son travail dans le contexte aussi bien de l’époque de cet artiste virtuose que de la nôtre. Dans l’auditoire situé au deuxième étage, on trouve la fresque murale Panta rhei longue de deux fois 18 mètres et sur laquelle sont représentés des personnages qui ont contribué de façon déterminante à la culture occidentale.

### Radioamateur

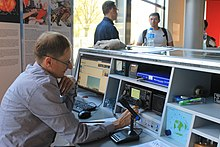
Opération radio à la station de radio amateur HB9O

L’Union Suisse des Amateurs d’Ondes Courtes USKA exploite dans la Halle de l’Aviation et de la Navigation spatiale une station radio à ondes courtes et une station radio VHF/UHF avec le signal HB9O. Des démonstrations de radioamateur sont organisées tous les mardis, samedis et dimanches.

### The Edge
Le 23 juin 2021, le musée des Transports a inauguré « Red Bull The Edge ». C’est l’occasion de gravir les derniers mètres du Cervin avec une technologie de RV innovante et une production vidéo à 360°. Il s’agit de venir à bout d’un mur d’escalade en s’équipant d’un baudrier et de lunettes de RV. Grâce à des effets simulés du vent et à un décor sonore plus vrai que nature, mondes virtuel et réel ne font plus qu’un.

## Attractions
En plus du musée, le Musée des Transports a encore d’autres attractions à son actif:

### Planétarium

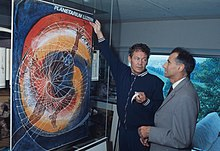
Affiche du planétarium par Hans Erni (gauche, 1969)

Le Planétarium du musée des Transports est le plus grand simulateur céleste et, avec 246 places, le seul grand planétarium de Suisse. Il a été inauguré le 1er juillet 1969 en tant que deuxième planétarium du pays par John Glenn, avec une retransmission en direct via le satellite Early Bird depuis New York. Les sièges ont été renouvelés en 2001; la même année, l’un des premiers systèmes vidéo plein dôme au monde a été installé en remplacement de plusieurs dizaines de projecteurs de diapositives. Ce dôme a un diamètre de 18 mètres et couvre une superficie totale de 502 m2. Grâce à une technologie de projection et de sonorisation, différents programmes montrent le ciel étoilé et les phénomènes qui y sont associés. Après d’importantes transformations (dont de nouveaux sièges et une scène modulaire), le Planétarium a rouvert ses portes le 6 mars 2014. Il est depuis lors équipé de l’un des systèmes de projection numérique les plus modernes au monde signé Evans & Sutherland, qui a remplacé le projecteur optique Zeiss utilisé jusque-là. Au fil des ans, plusieurs films pour planétarium au succès mondial ont été produits à Lucerne, parmi lesquels « LIMIT », « L’histoire de Noël » et « Mission Terre ».

### Cinéthéâtre
En 1996, le Cinéthéâtre a été inauguré en tant que première salle IMAX de Suisse et disposait alors de 398 places. Mesurant 25 × 19 m, son écran était le plus grand de Suisse. En 2008, le Cinéthéâtre est passé au système numérique Dolby 3D. En 2010, comme les films étaient principalement projetés en format numérique et non plus en format IMAX 70 mm, le « Cinéthéâtre IMAX » a été renommé « Cinéthéâtre du musée des Transports ».
En 2020, le Cinéthéâtre du musée des Transports a été entièrement rénové et adapté aux dernières avancées techniques. En plus de la rénovation de la technique de projection, le système de sonorisation, l’éclairage, les sièges (désormais 342 places) et l’écran ont également été remplacés. Le Cinéthéâtre est équipé d’un vidéoprojecteur 4K laser et d’un écran 25,5 × 14 m et projette tous les jours plusieurs films documentaires. Le soir, des films, des documentaires, des retransmissions de ballets, d’opéras et de concerts classiques ainsi que des conférences de voyages sont présentés. Depuis la rénovation, le Cinéthéâtre dispose d’une scène avec ascenseur pour la réalisation de divers formats événementiels.

### Swiss Chocolate Adventure
La Swiss Chocolate Adventure est une exposition multimédia sur les produits de base, l’histoire ainsi que la chaîne de plus-value et d’acheminement du chocolat suisse. L’exposition a été inaugurée en juin 2014 et s’étend sur 700 m2. Le voyage dure 25 minutes. Grâce à des audioguides, l’exposition est aussi proposée en français, italien, anglais, espagnol, coréen, mandarin et portugais brésilien. À la fin du voyage, il est possible de déguster du chocolat.

## Projet Énergie au musée des Transports
Dans le cadre de la construction du bâtiment polyvalent de la Haldenstrasse, un nouvel accent sera mis sur l’énergie à l’horizon 2023. Le musée des Transports, en collaboration avec des associations et des entreprises de la branche, réalise une plateforme centrale sur le thème de l’énergie par l’intermédiaire d’une exposition interactive, de conférences et d’événements.

## Anciennes attractions

### Cosmorama
Le spectacle Cosmorama a débuté en 1972 dans la nouvelle Halle de l’Aviation, avec 36 projecteurs à diapositives et 2880 diapositives sur 18 surfaces de projection. Alfred Waldis a profité de la neutralité de l’emplacement suisse pour présenter pour la première fois au public l’histoire de l’exploration spatiale soviétique et américaine, avec matériaux reçus de première main! Le 7 octobre 1970, l’équipage d’Apollo 13 est reçu au musée des Transports et le 3 juillet 1974, c’est au tour de l’astronaute russe German Stepanowitsch Titow.

### Multivisions
Le Cosmorama a été suivi d’une série de multivisions : en 1984 « Swissorama » avec le procédé Circarama d’Ernst A. Heiniger. De 1984 à 2002, plus de 1,8 million de spectateurs ont vu le film Swissorama « Impressions de la Suisse » lors de quelque 20 000 séances de projection, en 1990 Nautirama, en 1996 le Cinéthéâtre IMAX, en 2005 Swissarena et en 2009 l’Auto-théâtre. Des pionniers et des célébrités ont été invités à l’occasion de l’ouverture de ces attractions.

### Show du tunnel du Gothard
Le Show du tunnel du Gothard était une exposition sur la construction du tunnel du Gothard que les visiteurs traversaient en train. Il était en service de 1997 à novembre 2013.

### «HiFlyer»
D’octobre 2000 à juillet 2004, un ballon captif HiFlyer était en service au musée des Transports. Après l’accident mortel du 23 juillet 2004, son exploitation a été stoppée.